# 1216

## Esdeveniments
- Aprovació papal dels dominics
- Inici del pontificat d'Honori III

## Naixements
- Lió: Bernard Ayglier, religiós benedictí francès.

## Necrològiques
- 16 de juliol, Perusa, Gavignano, Estats Pontificis: Innocenci III papa del 1198 al 1216 (n. 1160).[1]

- 19 d'octubre, Newark-on-Trent (Anglaterra): Joan sense Terra, tron d'Anglaterra des del 6 d'abril de 1199 fins a la seva mort (n. 1166).[2]